# Contrat pédagogique
 (mai 2023).
Si vous disposez d'ouvrages ou d'articles de référence ou si vous connaissez des sites web de qualité traitant du thème abordé ici, merci de compléter l'article en donnant les références utiles à sa vérifiabilité et en les liant à la section « Notes et références ».
 (mai 2023).
 (mai 2023).
Un contrat pédagogique, également nommé contrat individuel de formation, est un accord formalisé entre un apprenant et un formateur (ou une équipe pédagogique). Créé [Quand ?], il permet de négocier les modalités d’atteinte des objectifs pédagogiques et est un instrument important en pédagogie différenciée où il est le support d’une démarche personnalisée de formation.